# SN 2004as
SN 2004as – supernowa typu Ia odkryta 11 marca 2004 roku w galaktyce A112539+2249. W momencie odkrycia miała maksymalną jasność 17,30m.